# Karoline von Perin
Karoline, svobodná paní von Perin-Gradenstein, rozená von Pasqualati (12. února 1806, Vídeň – 10. prosince 1888, Neu-Isenburg) byla rakouská průkopnice hnutí za ženská práva a účastnice revolučních bojů ve Vídni v roce 1848. Její demokratické a emancipační myšlenky výrazně předběhly svou dobu.

## Život
Narodila se v rodině Josepha Andrease svobodného pána Pasqualatiho (1784–1864), lékaře, pomologa a velkoobchodníka s ovocem a zeleninou. V roce 1830 se provdala za Christiana, svobodného pána von Perin-Gradenstein. Manželé byli mimo jiné hudební mecenáši a vedli společenský salon. Z manželství se narodily tři děti. V roce 1841 ovdověla.
V roce 1845 navázala vztah s hudebním skladatelem a novinářem Alfredem Juliem Becherem, který byl učitelem hudby její dcery. Na jaře roku 1848 financovala noviny „Der Radikale“, které Alfred Julius Becher redigoval a které díky zrušení cenzury mohly otiskovat pokrokové myšlenky a názory.
Dne 21. srpna 1848 proběhla ve Vídni první ženská dělnická demonstrace za vyšší mzdy. Další demonstrace dne 23. srpna 1848 byla násilně potlačena císařskou gardou, přičemž 18 účastníků bylo zastřeleno a téměř 300 zraněno.
V reakci na to Karoline von Perin založila dne 28. srpna 1848 „Vídeňský demokratický spolek žen“ (Wiener Demokratischer Frauenverein) – první ženskou organizaci na území Rakouska – a stala se jeho předsedkyní. Veřejně vedla kampaň za emancipaci žen. Spolek aktivně pracoval v „Ústředním výboru demokratických spolků“ (Zentralausschuß der Demokratischen Vereine), kde se snažil o sblížení jednotlivých revolučních stran. Dne 17. října 1848 zorganizovala demonstraci před vídeňským Říšským sněmem, které se zúčastnilo na 300 žen. Ženská delegace vedená Karolinou von Perin pak předložila v Říšské radě petici za svolání Landsturmu (Domobrany). Zúčastnila se také pohřebních manifestací i obranného boje revoluční Vídně proti císařským vojskům. Údajně agitovala k pokračování bojů na barikádách, zahalena do černo-červeno-žluté vlajky.
Její politická angažovanost a nemanželský vztah byl důvodem k tomu, že část společnosti ji odsuzovala a pomlouvala tiskem. Byla označena jako „špinavá Amazonka“, „politická jarmarečnice“ a „neženská milenka demagoga“ („schmutzige Amazone“, „politische Marktschreierin“, „unweibliche Geliebte eines Demagogen“).
Po potlačení revoluce 31. října 1848 se spolu s partnerem skrývala, ale jejich úkryt byl prozrazen a 4. listopadu byli zatčeni jako jedni ze čtrnácti organizátorů revoluce. Alfred Julius Becher byl popraven, jí byl zabaven majetek a byly jí odebrány děti. Strávila 23 dnů ve vazbě, kde byla fyzicky týrána. Poté byla prohlášena za duševně chorou.
Těžce nesla ztrátu partnera a dětí. Na jaře 1849 emigrovala do Mnichova, kde napsala své paměti, ve kterých se distancovala od vídeňského povstání. Na jaře 1849 se směla vrátit do Vídně. Založila si zde pracovní agenturu a politického života se už nijak neúčastnila.